# Courtételle
Courtételle (hist. Cortittel) − miejscowość i gmina w Szwajcarii, w kantonie Jura, w okręgu Delémont. 

## Demografia
W Courtételle mieszkają 2 644 osoby. W 2020 roku 15,3% populacji gminy stanowiły osoby urodzone poza Szwajcarią. 

## Transport
Przez teren gminy przebiegają autostrada A16 oraz droga główna nr 18. 